# 梅纳 (意大利)
梅纳（義大利語：Meina），是意大利诺瓦拉省的一个市镇。总面积7.79平方公里，人口2542人，人口密度326.3人/平方公里（2009年）。ISTAT代码为003095。